# Џин Бартик
Џин Бартик (рођена Бети Џин Џенингс; Атлантус Гроув, 27. децембар 1924 – Покипси, 23. март 2011) била је једна од шест првих програмера за ENIAC, први дигитални електронски рачунар.
Џин Бартик је студирала математику у школи, а затим је почела да ради на Универзитету у Пенсилванији, прво ручно израчунавајући балистичке путање, а затим користећи ENIAC (Electronic Numerical Integrator And Computer) за то. Осталих пет програмера ENIAC-а били су Бети Холбертон, Рут Тејтелбаум, Кетлин Антонели, Марлин Мелцер и Френсис Спенс. Бартикова и њене колегинице развиле су и кодифицирале многе основе програмирања док су радиле на ENIAC-у, пошто је то био први рачунар те врсте.
Након рада на ENIAC-у, Бартикова је наставила да ради на BINAC-у и UNIVAC-у, и провела је време у разним техничким компанијама као писац, менаџер, инжењер и програмер. Провела је своје касније године као агент за некретнине и умрла је 2011. од компликација срчане инсуфицијенције.

## Младост и образовање
Рођена као Бети Џин Џенингс у округу Џентри у Мисурију 1924., била је шесто од седморо деце. Њен отац, Вилијам Смит Џенингс (1893–1971) био је из Алантус Гроува, где је био и учитељ и фармер. Њена мајка, Лула Меј Спајнхауер (1887–1988) била је из Алантуса. Имала је три старија брата, Вилијама (10. јануара 1915.) Роберта (15. марта 1918.); и Рејмонда (23. јануар 1922.); две старије сестре, Ему (11. август 1916.) и Лулу (22. август 1919.), и једну млађу сестру Мејбл (15. децембар 1928.).
У детињству је јахала на коњу да посети своју баку, која је девојчици куповала новине које је свакодневно читала, и постала јој узор до краја живота. Започела је школовање у локалној једнособној школи и привукла је локалну пажњу својом вештином софтбола. Да би похађала средњу школу, живела је са старијом сестром у суседном граду, где се школа налазила, а затим је почела да вози сваки дан иако је имала само 14 година. Завршила је средњу школу Станбери 1941. године са 16 година. По завршетку школе добила је звање салутаторке, оне која је одржала говор на завршној церемонији.
Похађала је Учитељски колеџ Северозападног Мисурија, сада познати Државни универзитет Северозападног Мисурија, на смеру математике са  енглеским језиком као споредним предметом и дипломирала је 1945. Џенингсова је добила једину диплому из математике у својој класи. Иако је првобитно намеравала да студира новинарство, одлучила је да пређе на математику јер је имала лош однос са својим саветником. Касније у животу, магистрирала је енглески језик на Универзитету у Пенсилванији 1967. и добила је титулу почасног доктора на Државном универзитету Северозападног Мисурија 2002.

## Каријера
1945. године, војска Сједињених Држава је регрутовала математичаре са универзитета да помогну у ратним напорима; упркос упозорењу њеног саветника и охрабрењу да уместо тога постане наставница математике, Бартикова је одлучила да постане "људски рачунар" (ручно рачуна, следи фиксна правила; нема овлашћења да у било ком детаљу одступи од њих). Њен професор математике охрабрио ју је да прихвати посао на Универзитету у Пенсилванији јер су имали диференцијални анализатор.
Пријавила се и на ИБМ и на Универзитет у Пенсилванији са 20 година. Иако ју је ИБМ одбио, Џенингсову је ангажовао Универзитет Пенсилваније да ради за војску на полигону Абердин, ручно израчунавајући балистичке путање.
Док је тамо радила, Џенингсова је упознала свог будућег мужа Вилијама Бартика, који је био инжењер који је радио на пројекту Пентагона на Универзитету у Пенсилванији. Венчали су се децембра 1946.
Када је развијен електронски нумерички интегратор и рачунар (ENIAC) за потребе израчунавања балистичких путања које су "људски рачунари" попут Бартикове радили ручно, она се пријавила да постане део пројекта и на крају је изабрана да буде један од његових првих програмера. Од Бартикове је затражено да постави проблеме за ENIAC, а да је нису научили икаквим техникама.
Бартикова и још пет жена (Бети Холбертон, Рут Тејтелбаум, Кетлин Антонели, Марлин Мелцер и Френсис Спенс) изабране су да буду главни програмери ENIAC-а. Биле су познате као "сензационална шесторка". Многе друге жене које су често остале непрепознате дале су допринос ENIAC-у током периода ратног недостатка мушке радне снаге.
Бартикова, која је постала ко-водећи програмер (са Бети Холбертон), и остала четири првобитна програмера постали су изузетно вешти у вођењу ENIAC-а; без приручника на који би се могли ослонити, група је прегледала дијаграме уређаја, интервјуисала инжењере који су га направили и користила ове информације да би се научиле вештинама које су им потребне. У почетку им уопште није било дозвољено да виде ENIAC-ов хардвер јер је још увек био поверљив и нису добиле безбедносне дозволе; морале су да науче како да програмирају машину искључиво кроз проучавање шематских дијаграма. Тим од шест жена такође у почетку није добио простор за заједнички рад, па су налазили места за рад где су могли, у напуштеним учионицама и кућама братстава.
Док је шест жена радило на ENIAC-у, развиле су потпрограме и друге фундаменталне технике програмирања, и вероватно измислиле дисциплину програмирања дигиталних рачунара. Бартикова и друге програмерке научиле су да физички модификују машину, померају прекидаче и преусмеравају каблове, како би је програмирали.
Поред извођења оригиналних балистичких путања за које су биле ангажоване да израчунају, шест програмерки су убрзо постале оператерке нуклеарних прорачуна у Лос Аламосу и генерално прошириле програмски репертоар машине. Програм Бартикове и Холбертонове изабран је да представи ENIAC јавности и широј научној заједници. Те демонстрације су се одиграле 15. фебруара 1946. и биле су изузетно успешне. ENIAC је доказао да ради брже од рачунара Марк 1, добро познате електромеханичке машине на Харварду, а такође је показао да се посао за који би „људском рачунару“ требало 40 сати, обави за 20 секунди.
Бартикова је описала прву јавну демонстрацију ENIAC-а 1946. године:
Дан када је ENIAC представљен свету био је један од најузбудљивијих дана у мом животу. Демонстрација је била фантастична. ENIAC је израчунао путању брже него што је било потребно метку да путује. Делили смо копије прорачуна који су обављени. ENIAC је био 1000 пута бржи од било које машине која је постојала пре тог времена. Са својим трепћућим светлима, то је такође била импресивна машина која је графички илустровала колико брзо је заправо рачунарство.
Јавна демонстрација је била успешна, али највише честитки добили су њени инжењери, Џон Мокли и Џон Екерт. Након демонстрација, у марту 1946, добила је насловну страницу у Stanberry Headlight-у из округа Џентри, где је писало да, „за познанике госпођице Џенингс, није велико изненађење знати да она заузима тако важну функцију“.
Од Бартикове је касније затражено да формира и води групу програмера да конвертују ENIAC у рачунар са меморисаним програмима, блиско сарађујући са Џоном фон Нојманом, Диком Клипингером, и Адел Голдстајн.
Бартикова је конвертовала ENIAC у компјутер са меморисаним програмима до марта 1948. Као шеф овог процеса, била је задужена за конверзију која је омогућила ENIAC-у да се претвори у рудиментарно меморисани програмски рачунар да би помогао са Клипингеровим програмима, што је омогућило ENIAC-у да ради брже, ефикасније и тачније.
Писма између Бартикове и Адел Голдстајн открили су аутори Томас Хеј и Марк Пристли током пројекта, као и чињеницу да је већи део шифре од 60 редова био рукопис Бартикове.
Након завршетка рата, Џин Бартик је наставила да ради са ENIAC-овим дизајнерима Џоном Екертом и Џоном Моклијем и помогла им да развију рачунаре BINAC и UNIVAC I. BINAC је био први рачунар који је користио магнетну траку уместо бушених картица за складиштење података и први рачунар који је користио концепт двоструке јединице. BINAC је купио Northrop Corporation за навођење Снарк пројектила, али се показало да је BINAC превелик за њихове сврхе. Међутим, према програмеру Northrop Corporation-а, тврдње да BINAC није функционисао након што је пребачен у Northrop Corporation биле су погрешне и да је BINAC функционисао добро до средине 1950-их. Поред BINAC-а, Џинин важнији рад укључивао је њене одговорности у дизајнирању логичких капија UNIVAC-а између осталих UNIVAC програмских и дизајнерских задатака. Бартикова је такође ко-програмирала са својом доживотном пријатељицом Бети Холбертон први генеративни систем за програмирање за рачунар. Присећајући се свог времена рада са Екертом и Моклијем на овим пројектима, описала је њихову блиску групу компјутерских инжењера као „технички Камелот”.
Почетком 1950-их, Бартикова је наставила да помаже у обуци како се програмира и користи UNIVAC за првих шест продатих UNIVAC-а, укључујући програмере у Бироу за попис становништва Сједињених Држава (први продати UNIVAC) и Комисији за атомску енергију. Касније се Бартикова преселила у Филаделфију када је њен супруг Вилијам Бартик преузео посао код Remington Rand-а. Због тадашње политике компаније о заједничком раду мужева и жена, од Џин је затражено да поднесе оставку из компаније. Између 1951. и 1954. године, пре рођења свог првог детета, Џин је углавном радила самосталне програмерске задатке за Џона Моклија и била је помоћница свом мужу. Када јој се син родио, Џин је напустила своју каријеру у рачунарству како би се концентрисала на подизање породице, а за то време је са супругом имала још двоје деце. Негде током овог периода 1950-их Бартикова је почела да се зове "Џин", а не по рођеном имену "Бети".
Иако је Бартикова играла интегралну улогу у развоју ENIAC-а, њен рад на Универзитету у Пенсилванији и на ENIAC-у остао је нејасан све док њен пионирски рад нису документовали Кети Клајман и програмерски пројекат ENIAC. Године 1986, Клајманова је први пут срела и идентификовала жене које су радиле са ENIAC-ом. Клајманова је радила са продуцентом Дејвидом Роландом на снимању њихових усмених прича и са продуцентима документарних филмова Џоном Палфреманом и Кејт Мекмехон на продукцији награђиваног документарног филма Компјутери (премијера 2014). Женски рад је такође популаризовао колумниста Том Пецингер у чланцима за The Wall Street Journal о Бартиковој и Холбертоновој 1996.

## Каснији живот
Након што је магистрирала на Универзитету у Пенсилванији 1967. године и донела одлуку да се разведе од супруга, Бартикова се придружила Auerbach Publishing корпорацији пишући и уређујући техничке извештаје о мини рачунарима. Бартикова је остала у Auerbach Publishing-у осам година, а затим се преселила на позиције у разним другим компанијама до краја своје каријере као менаџер, писац и инжењер. Џин и Вилијам Бартик су се развели 1968. Она се повукла из рачунарске индустрије 1986. године када је њен последњи послодавац, Data Decisions, продат; Бартикова је наредних 25 година провела као агент за некретнине.
Џин Бартик је преминула од конгестивне срчане инсуфицијенције у старачком дому у Покипсију у Њујорку 23. марта 2011. Имала је 86 година.

## Наслеђе
Почев од 1996. године, када је поново откривен значај њихове улоге у развоју рачунарства, Бартикова је заједно са Бети Холбертон и другом њеном пријатељицом током 60 година Кетлин Антонели (ENIAC програмер и супруга ENIAC-овог ко-проналазача Џона Моклија) почела коначно да прима признања и почасти за свој пионирски рад у раној области рачунарства. Бартикова и Антонелијева су постале позиване говорнице у земљи и иностранству да поделе своја искуства у раду са рачунарима. Бартикова је посебно добила многа признања и награде за своју пионирску улогу у програмирању ENIAC-а, BINAC-а и UNIVAC-а.
Године 2010. објављен је документарни филм Top Secret Rosies: The Female "Computers" of WWII. Филм се фокусирао на интервјуе три од шест програмерки, фокусирајући се на хвале вредне патриотске доприносе које су дале током Другог светског рата. ENIAC је био одговоран за израчунавање путање метака током рата.
Тим ENIAC-а је такође тема кратког документарног филма The Computers из 2013. године. Овај документарац, комбинује стварне снимке ENIAC тима из 1940-их са интервјуима са женским чланицама тима док размишљају о времену које су провеле заједно на ENIAC-у. Компјутери су први део документарног серијала из три дела, под називом Велике неопеване жене рачунарства: Компјутери, кодери и креатори будућности.
Бартикова је написала своју аутобиографију Pioneer Programmer: Jean Jennings Bartik and the Computer that Changed the World пре своје смрти 2011. године уз помоћ дугогодишњих колега, др Џона Т. Рикмана и Ким Д. Тод. Аутобиографија је објављена 2013. уз позитивне критике.
Музеј рачунарства Џин Џенингс Бартик на Државном универзитету северозападног Мисурија у Меривилу, у Мисурију, посвећен је историји рачунарства и каријери Џин Батрик.
Подразумевана тема у оквиру за управљање садржајем Друпал, носила је име Бартик више од једне деценије. Име је добила у њену част.

## Награде и почасти
- Признање, Међународна кућа славних жена у технологији (1997)[24]
- Члан, Музеј историје компјутера (2008)[48][49]
- Награда, IEEE Computer Pioneer Award, ИЕЕЕ (2008)[50]
- Коренманова награда Мултинационалног центра за развој жена у технологији (2009)[16][50]